# Прапор Естонії
Прапор Естонії (ест. Eesti lipp) — національний символ Естонської Республіки, що відповідно до закону «Про державний прапор» являє собою прямокутне полотнище з трьох рівновеликих горизонтальних смуг синього, чорного та білого кольорів. Співвідношення ширини до довжини стяга становить 7:11, а стандартний розмір полотнища — 105 × 165 см. Неофіційно естонці називають свій національний прапор «sinimustvalge», що в перекладі на українську мову означає «синьо-чорно-білий».

## Історія

### Становлення національного прапора

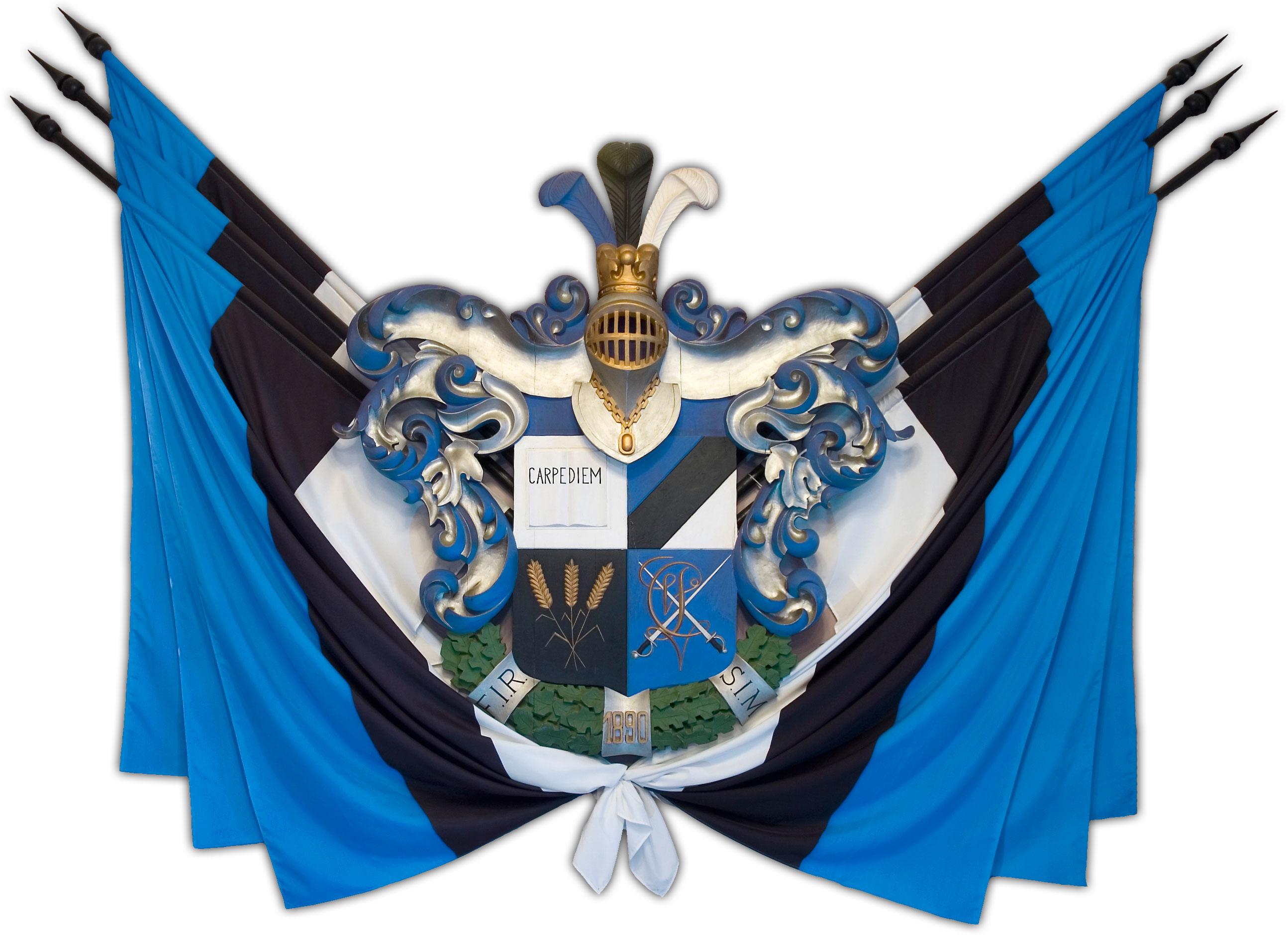
Емблема Естонського студентського товариства. Символом організації й досі є синьо-чорно-білий триколор

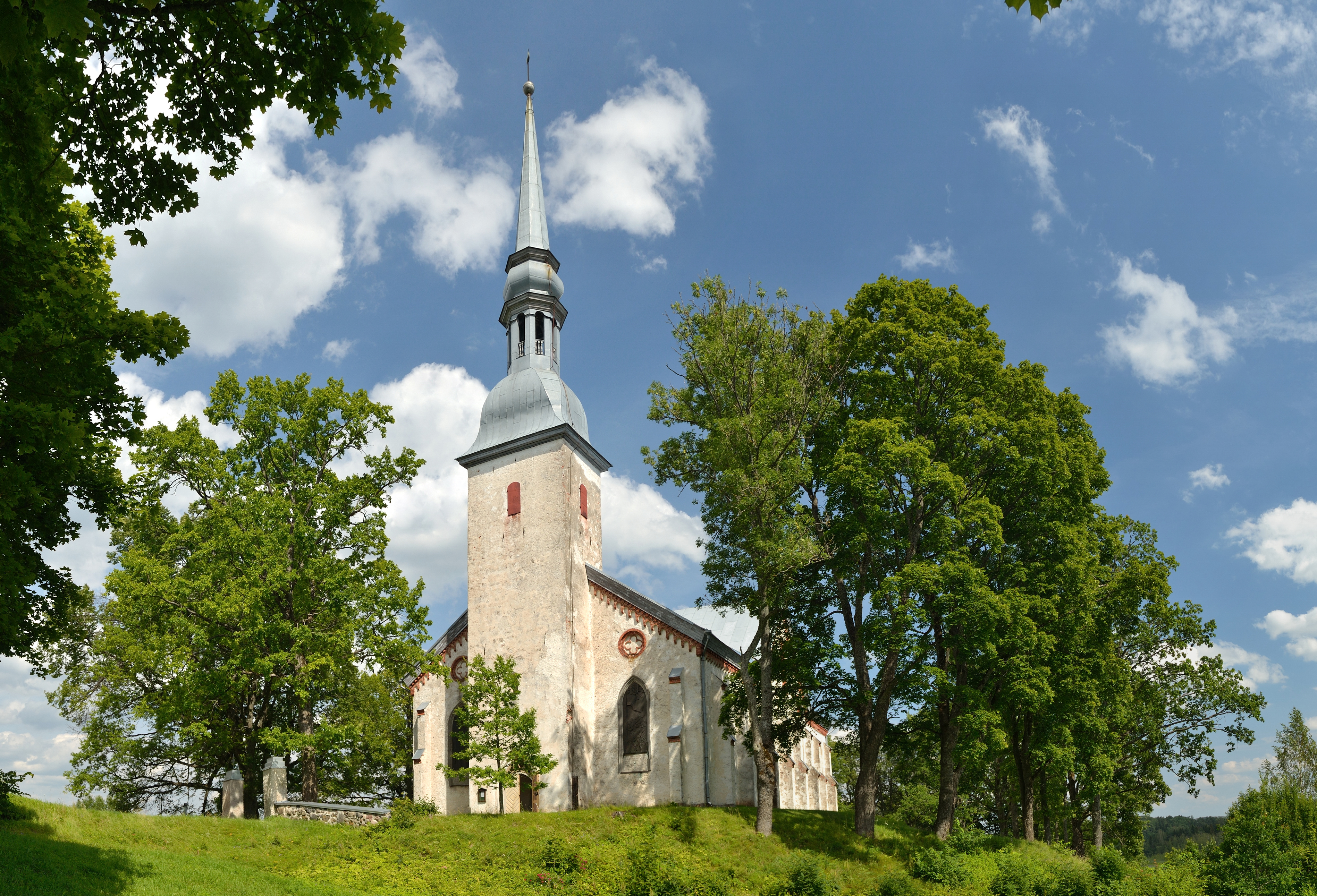
Церква, в якій відбулося освячення майбутнього національного прапора

Історія синьо-чорно-білого триколору починається у 80-х роках XIX століття. 17 (29) вересня 1881 року у Дерпті учасниками установчих зборів студентської організації Дерптського університету «Віронія» (ест. Vironia) було затверджено прапор організації — синьо-чорно-білий стяг. Зокрема в протоколі засідання зборів зазначено: 
|  | Назва корпорації залишається «Віронія», а її кольорами на перший час вважаються синій, чорний і білий. |

Вибір синьо-чорно-білого триколору був зумовлений тим, що за традицією студентські товариства в Естонії обирали собі триколірні стяги. До того ж, кольори стяга нової організації не могли повторювати комбінації кольорів вже наявних, а поєднання синього, чорного й білого було унікальним, тому й задовільняло цю вимогу. Керівництво університету, німецькі студенти та міська влада негативно поставилися до створення «Віронії» — організації було відмовлено в реєстрації.
Неможливість легалізації корпорації породила ідею створення наукового товариства при університеті: 4 (16) лютого 1883 було зареєстровано Естонського студентського товариства, якому було передано на зберігання синьо-чорно-білий стяг «Віронії». Однак попри цілком легальний статус студентському товариству було заборонено публічно використовувати триколор.
Перша спроба публічного використання синьо-чорно-білого стяга датується 26 березням (7 квітням) 1882 року. Того дня студент теологічного факультету Дерптського університету Александр Миттус проїжджав містом в шапці кольорів прапора «Віронії». Миттус був зупинений представниками студентської спілки балтійських німців, згодом його доправили на квартиру, де шапка була розтоптана ногами.
Весною 1884 року товариству був подарований шовковий прапор великого розміру, створений з ініціативи Паули Херманн, її доньки Мійни та доньки вчителя Густава Беєрмана Емілії. Існує також інша версія цієї події. Відповідно до неї Емілія Беєрман придбала в Пилтсамаа три відрізи тканини кольорів прапора студентського товариства, зшила їх, її батько, Густав, змайстрував древко, а її брат Кристофер відвіз стяг до Дерпта.
22 травня (3 червня) 1884 року на запрошення пастора Бургарда Сперрлінгка до Отепі прибули 22 члени «Віронії»: 16 студентів та 6 випускників університету Дерпта. Учасники поїздки мали на меті освятити синьо-чорно-білий прапор, який поступово ставав символом боротьби естонського народу. За 6 км до Отепі триколор був розгорнутий, і делегація в'їхала до міста під прапором, що розвівався.
Незважаючи на заборону використання триколора, вже 23 травня (4 червня) відбулася церемонія його освячення. Безпосередньо синьо-чорно-білий прапор був освячений пастором Рудольфом Калласом в приміщенні отепянської церкви. Під час церемонії виконувались хорові пісні, відбулися виступ керівника «Віронії» та промови членів організації про значення прапора. Надалі прапор зберігався на приватній квартирі в Дерпті і належав Естонському студентському товариству.
З кінця XIX століття синьо-чорно-білий стяг ставав символом національної боротьби естонців, а заборона імперського уряду на його використання тільки укріплювала його значення для народу. Вже під час національних пісенних фестивалів 1894 і 1896 років використовувалися прапори з різними комбінаціями синього, чорного і білого кольорів. Масово триколор почав використовуватися під час революції 1905—1907 років: 19 жовтня (1 листопада) 1905 року триколори було вперше вивішено на вулицях, а у Дерпті під синьо-чорно-білими прапорами пройшла демонстрація. Після поразки революції влада знову заборонила прапор: вже 1910 року було видано наказ про заборону використання триколору на церемонії закладання першого каменю майбутньої будівлі театру «Естонія».
Можливість публічного використання прапора з'явилася під час Лютневої революції 1917: на 40-тисячній маніфестації естонських солдатів та офіцерів у Петрограді 26 березня (8 квітня) 1917 року майоріли понад 100 естонських триколорів, а вимогою демонстрантів було надання Естонії автономного статусу. Солдати та офіцери естонського походження приколювали до мундирів стрічки кольорів національного триколору; синьо-чорно-біла кольорова гама широко використовувалася естонцями на плакатах, квитках тощо.

### Естонська Республіка (1918—1940)
24 лютого 1918 року під синьо-чорно-білим прапором Естонія проголосила свою незалежність. У ролі символу боротьби естонського народу за незалежність синьо-чорно-білий триколор також використовувався під час німецької окупації країни 1918 року. 12 листопада 1918 року, наступного дня після відступу німецьких військ, національний триколор було піднято на будівлі талліннської ратуші.
21 листопада 1918 року Тимчасовий уряд Естонської Республіки затвердив триколор як офіційний символ держави. Вперше у незалежній Естонії синьо-чорно-білий прапор було піднято 12 грудня на башті Довгий Герман (ест. Pikk Hermann) у Таллінні. Прапор піднімали три особи: комендант замку Тоомпеа Оскар Сіяк, капітан далекого плавання Карл Крійск та школяр Каарел Уусмаа.
Затвердження державного статусу триколора спричинило шквал критики: громадськість розкритикувала синьо-чорно-білий прапор, мотивуючи тим, що його кольори неможливо розрізнити на відстані, прихильники орієнтації на Скандинавські країни представили проєкт прапора з хрестом на кшталт скандинавських, однак представники інтелігенції наголошували на необхідності збереження офіційного статусу триколора.
1921 року естонський уряд представив до розгляду парламенту проєкт закону про державний прапор. Законопроєкт містив три варіанти стяга, крім того, він розрізняв поняття національного та державного прапорів. В ході обговорення урядового законопроєкту комісіями з іноземних справ та державної оборони було встановлено, що справді на відстані, особливо в морі, синій та чорний кольори зливаються, проте проєкт було відхилено. Натомість комісії представили альтернативний варіант прапора — синьо-біло-чорний триколор. Під час другого читання виявилося, що кольори альтернативного стяга теж важко розрізнити, й тому було вирішено залишити вже наявний національний синьо-чорно-білий триколор.
19 червня 1922 року Державні збори затвердили державний прапор, а 27 червня Парламентом Естонії було ухвалено закон «Про державний прапор», в якому закріплювалися кольори стяга та його пропорції: 
|  | Естонським національним прапором є небесно-синьо (волошково-синій)-чорно-білий прапор. Співвідношення ширини до довжини прапора 7:11. |

1934 року в Естонії проводилися святкові заходи з нагоди 50-річчя національного прапора. Головні урочисті заходи були проведені в Тарту та Отепі, де на будівлі церкви, в якій відбулося освячення стяга, було відкрито меморіальну дошку, а сам прапор було передано до Музею естонського народу.
У 1935 році в Естонії розпочалася акція «Естонському дому — естонський прапор», що мала на меті популяризацію національного стяга. В результаті акції в усіх міських будинках, а також у близько двох третинах хуторів з'явилися державні прапори.
| Проголошення Маніфесту до усіх народів Естонії у Пярну (23 лютого 1918 року) | Учасники мітингу у Таллінні з нагоди проголошення незалежності Естонії з національними прапорами у руках (24 лютого 1918 року) | Парад з нагоди проголошення незалежності у Тарту з використанням національного прапора |

### Радянський період та Друга світова війна
Синьо-чорно-білий стяг залишався державним прапором Естонії до її окупації Радянським Союзом у 1940 році. Після входження країни до складу СРСР з башти Довгий Герман 21 червня 1940 року національний прапор був спущений, а на його місці замайоріло червоне знамено. Наступного дня триколор знову було піднято, але вже разом з радянським, а вже 27 липня національний прапор знову спустили. 22 вересня на башті Довгий Герман прапор СРСР остаточно замінив синьо-чорно-білий триколор.
25 серпня 1940 року було прийнято Конституцію Естонської РСР, в якій встановлювались нові державні символи. Відповідно до статті 117 Конституції офіційним прапором тепер вже Естонської РСР став червоний стяг з жовтим серпом і молотом у верхньому лівому куті, над якими розміщувалась абревіатура ENSV (від ест. Eesti Nõukogude Sotsialistlik Vabariik — Естонська Радянська Соціалістична Республіка) зі співвідношенням ширини до довжини 1:2.
У серпні того ж року представники Естонського студентського товариства, побоюючись знищення національного символу, замінили історичний національний стяг у Музеї естонського народу копією, а сам оригінал під керівництвом голови товариства Карла Ауна було закопано у Вільянді. У липні 1942 року через побоювання, що скриня з прапором недостатньо водонепроникна, прапор було витягнуто зі схованки. 27 липня 1943 року Карл Аун заховав прапор з іншими реліквіями товариства на території батьківського хутора на півночі Тартумаа, де прапор перебував до 1991 року.
Напередодні приходу військ вермахту до країни в багатьох населених пунктах вивісили національні прапори. 28 серпня 1941 року німецькі війська увійшли до Таллінна — на Довгому Германі поруч з естонським триколором було піднято німецький прапор, однак вже наступного дня на башті залишився лише прапор зі свастикою. Під час німецької окупації Естонської РСР, використання триколору було обмеженим, хоча не заборонялося. Державним прапором на території країни визнавався німецький прапор, а синьо-чорно-білий стяг — місцевим національним символом.
Після відступу німців з Таллінна протягом 20—22 вересня 1944 року триколор розвівався на башті Довгий Герман. Після вступу Червоної армії до столиці синьо-чорно-білий прапор був знятий і замінений прапором СРСР. З поверненням до країни радянської влади естонські національні символи вдруге стали забороненими — державним прапором знову став прапор Естонської РСР, затверджений 1940 року. Використання ж естонських національних символів прирівнювалося до політичного злочину й каралося ув'язненням. До 1960-х років тим, хто використовував триколор загрожувало від 10 до 25 років таборів, з 1960-х термін ув'язнення скоротився до 2-5 років, а з 1974 року використання національного стяга каралося ув'язненням терміном до 3 років.
В 1950-х роках в СРСР проводилось так зване «урізноманітнення» прапорів союзних республік. 6 лютого 1953 року указом Президії Верховної Ради Естонської РСР було затверджено новий прапор Естонської РСР.
Новий прапор являв собою прямокутне полотнище з шести горизонтальних смуг різної ширини. Верхня і нижня смуги були червоного кольору; верхня смуга становила половину загальної ширини прапора. Між червоними смугами розміщувались чотири хвилясті смуги білого та синього кольорів різної ширини, що чергувалися між собою та символізували Балтійське море. У верхньому лівому куті розміщувалось жовте зображення серпа і молота з п'ятипроменевою зіркою над ними. Прапор цього зразка використовувався до 7 серпня 1990 року.
| Прапор у 1940—1953 роках | Прапор у 1953—1990 роках |

### Відновлення незалежності
Заборонений комуністичним режимом національний триколор повернувся у період перебудови. У квітні 1988 року на Тартуських днях охорони пам'яток давнини використовувалися сині, чорні й білі полотнища, що, втім, поки що майоріли на різних флагштоках.
2 червня 1988 року радою уповноважених Естонського товариства охорони пам'яток давнини було прийнято декларацію про естонські національні кольори, в якій синій, чорний та білий кольори визнавалися національною святинею.
Наказом Президії Верховної Ради Естонської РСР «Про державну та національну символіку ЕРСР» від 23 червня 1988 року синій, чорний та білий кольори вже на офіційному рівні було визнано національними кольорами, а указ «Про затвердження Положення про порядок застосування національних символів Естонії» від 20 жовтня 1988 року затвердив синьо-чорно-білий прапор національним. Ця постанова жодним чином не відміняла офіційного статусу прапорів Естонської РСР та СРСР, однак дозволяла використовувати синьо-чорно-білий триколор разом із ними. 24 лютого 1989 року, в річницю проголошення незалежності Естонської республіки, естонський триколор було піднято на башті Довгий Герман як національний прапор.
8 травня 1990 року Верховною Радою Естонської РСР було прийнято закон «Про символіку Естонії». У законі зазначалося, що державними кольорами країни є синій, чорний та білий, а зовнішній вигляд прапора республіки визначається законом.
7 серпня 1990 року Верховна Рада Естонської РСР остаточно скасувала радянські символи країни, ухваливши закон «Про Державний прапор та Державний герб», який встановлював національними символами Естонії герб і прапор, що використовувалися до 1940 року. 7 липня 1992 року естонським парламентом, було ухвалено закон «Про затвердження еталонних зображень Державного прапора та Державного герба Естонської Республіки», а 11 червня 1993 року уряд країни затвердив порядок використання державного прапора, який змінювався у 1994, 1996, 1998 та 1999 роках.
26 грудня 1991 року на території ферми Western Mardi було віднайдено схованку з естонським історичним триколором. 23 березня 1992 року почалися роботи з відновлення цього національного символу, і вже 14 вересня прапор було повернуто Естонському студентському товариству. Нині цей стяг перебуває в Естонському національному музеї на території університетського містечка в Тарту.
У 2004 році до 120-річчя національного триколору Банком Естонії було випущено пам'ятну срібну монету «Eesti lipp» номіналом 10 крон.
23 березня 2005 року було прийнято новий закон «Про естонський прапор», яким було скасовано закон «Про Державний прапор та Державний герб» і закон «Про затвердження еталонних зображень Державного прапора та Державного герба Естонської Республіки». Закон «Про естонський прапор» всупив в силу 1 січня 2006 року.
| Альпініст Яан Кюннап на піку Леніна вперше підняв естонський прапор на висоту понад 7000 метрів (1989 рік) | Державні прапори на площі Свободи у Таллінні | Естонська делегація на церемонії відкриття зимових Олімпійських ігор 2010 на чолі з прапороносцем Роландом Лессінгом |

## Кольори та розмір
Розмір та кольори естонського прапора визначаються чинним естонським законодавством. Відповідно до закону «Про державний прапор» (прийнятий 23 березня 2005, вступив у дію 1 січня 2006 року) державний прапор Естонії складається з трьох рівновеликих горизонтальних смуг синього, чорного й білого кольорів. Крім того, відповідно до статті 7 Конституції Естонії синій, чорний та білий кольори є естонськими національними кольорами. Законом також визначено розмір та пропорції стяга: стандартний розмір полотнища становить 1050 на 1650 мм, тобто співвідношення ширини до довжини — 7:11.
До прийняття закону «Про затвердження еталонних зображень Державного прапора та Державного герба Естонської Республіки» у 1992 році відтінок синьої смуги варіювався від зеленувато-сірого до фіолетового.
| Схема   | Синій        | Чорний     | Білий         |
| ------- | ------------ | ---------- | ------------- |
| Pantone | 285 С        | Black C    | White         |
| CMYK    | 71.34.0.0    | 0.13.49.98 | 0.0.0.0       |
| RGB     | (72,145,217) | (51,43,3)  | (255,255,255) |

### Символіка кольорів
Існує декілька підходів до тлумачення кольорів естонського національного стяга. Відповідно до одного з них:
- Синій колір — символ неба, озер та морів країни.
- Чорний колір — колір рідної землі.
- Білий колір — символ прагнення естонського народу до свободи та щастя[18][23].

За іншою версією синій колір уособлює національну квітку Естонії — волошку, чорний — колір курток селян та ріллі — символізує складне минуле та відданість патріотів Батьківщині, а білий є уособленням завзятості та працьовитості естонського народу, його прагнення до просвіти.
Поширеною також є інша інтерпретація значення кольорів: синій колір уособлює взаємну довіру та вірність, чорний вказує на пращурів естонців — стародавній народ, представники якого відповідно до геродотової «Історії», зодягалися в чорне, а білий колір символізує сніг, яким вкрита естонська земля впродовж кількох місяців на рік.
Також поширеним є тлумачення кольорів відповідно до вірша Мартіна Ліппа «Естонія, Естонія, слався!». У вірші синій колір є кольором неба, чорний — кольором землі, а білий — кольором стовбурів берези.
|                     |
| Конструкція прапора |

## Використання

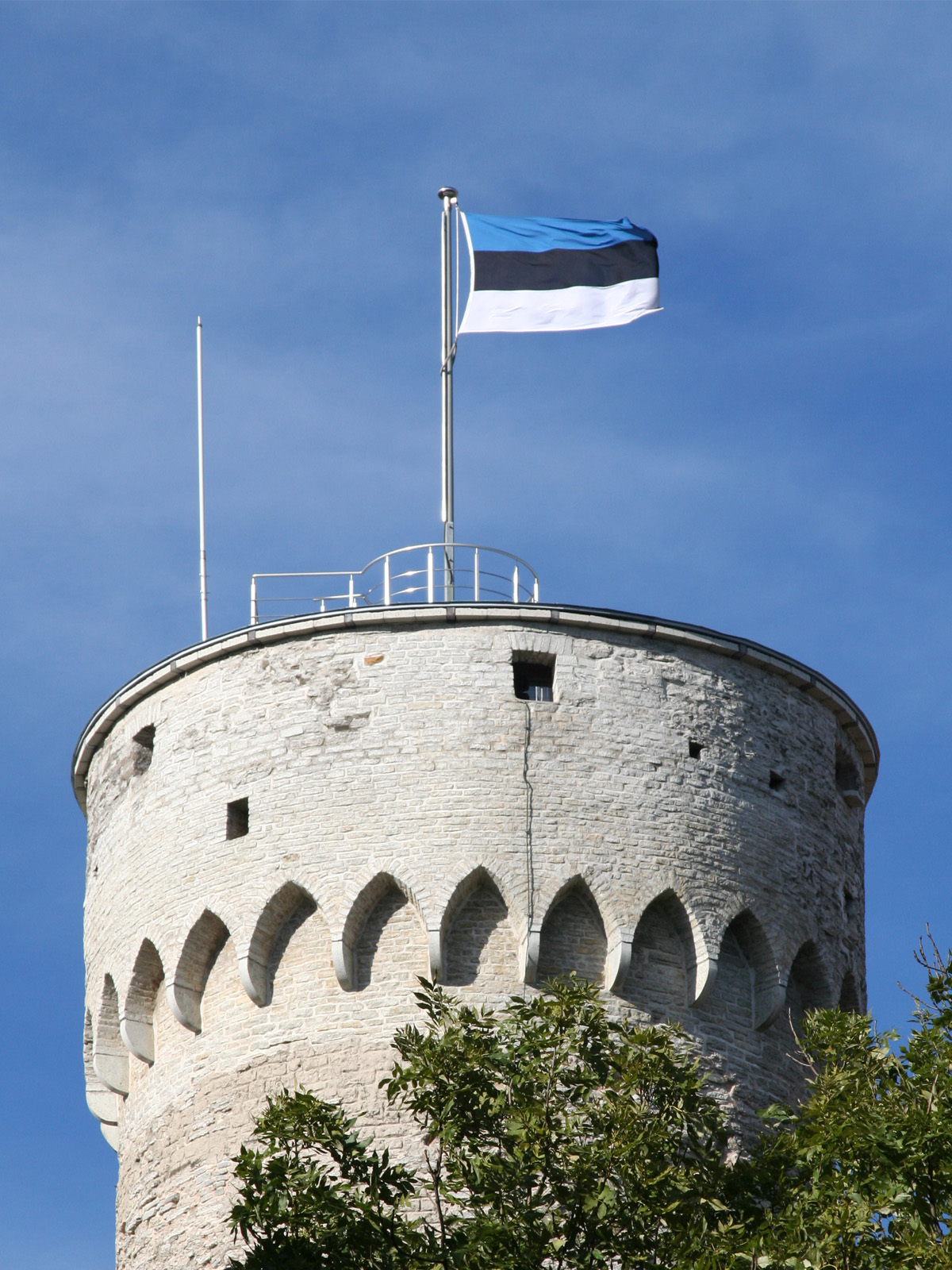
«Головний» триколор на башті Довгий Герман

Використання державного прапора Естонії регламентується законом «Про державний прапор».
Відповідно до закону кожен має право на використання державного прапора. За законом підняття прапора має відбуватися на світанку (не пізніше 8 години), а його спуск — після заходу сонця, однак не пізніше 22 години. В ніч з 23 на 24 червня прапор не спускається.
Традиційно естонський стяг підіймається кожного дня на башті Довгий Герман за спеціальною процедурою. Щоденна церемонія підняття головного державного стяга відбувається на світанку (не раніше 7 години ранку) й супроводжується першими словами державного гімну країни, а спуск прапора — після заходу сонця під звуки пісні «Моя Вітчизна — моя любов» (ест. «Mu isamaa on minu arm»).
На будівлях Парламенту, Уряду, Верховного суду, Державного контролю, Банку Естонії, канцлера юстиції, судів, міністерств, місцевих органів влади державний прапор не спускається ніколи, на будівлях закладів освіти прапор вивішується тільки в робочі дні. Згідно з законом постійно встановлений державний прапор вночі має бути освітлений.
У випадку, коли прапор Естонії піднімається разом з іншими прапорами, йому відводиться більш почесне місце. Так, прапори міжнародних організацій, іноземних держав, адміністративно-територіальних одиниць розміщуються з лівого від державного прапора боку, якщо дивитися на прапори ззаду, причому прапори держав — в алфавітному порядку їхніх назв французькою мовою. Президентський штандарт також розміщується ліворуч, а прапор голови іноземної держави — праворуч від державного. У випадку, коли піднімаються виключно прапори держав-членів Європейського союзу, усі прапори вивішуються в алфавітному порядку їхніх самоназв.
Законами Естонії забороняється використання державного прапора та комбінацій його кольорів у рекламі. Наруга над прапором відповідно до статті 245 Пенітенціарного кодексу Естонії карається штрафом або позбавленням волі на термін до 1 року.

### Дні підняття прапора
Відповідно до чинного законодавства Естонії державний прапор підіймається у певні дні:
- 3 січня — День пам'яті учасників Визвольної війни.
- 2 лютого — річниця Тартуського мирного договору.
- 24 лютого — День незалежності.
- 14 березня — День естонської мови.
- Друга неділя травня — День матері.
- 9 травня — День Європи.
- 4 червня — День естонського прапора.
- 14 червня — День трауру (піднімається траурний прапор).
- 23 червня — День перемоги.
- 24 червня — Янів день.
- 20 серпня — День відновлення незалежності.
- 1 вересня — День знань.
- Друга неділя листопада — День батька.

На День незалежності, День перемоги та День відновлення незалежності державний прапор піднімається на житлових будинках та комерційних організаціях. Крім того, до днів підняття прапора належать дні виборів до Парламенту країни, виборів до органів місцевого самоврядування, виборів до Європарламенту та дні проведення референдумів. Урядом країни можуть бути визначені й інші дні підняття прапора.

## Прапори на основі державного
Законом «Про державний прапор Естонії» визначено, що прапор будь-якої фізичної чи юридичної особи не може повторювати національний. Винятком є лише штандарт Президента республіки, що є поєднанням державного прапора і великого державного герба.
Крім того, деяким органам державної влади надане право використовувати державний прапор зі спеціальним знаком. До таких органів належать військово-морські сили, прикордонна служба, митна служба, служба поштового зв'язку. Також право на спеціальний прапор має міністр оборони Естонії.

Прапор Президента Естонії
Прапор міністра оборони
Прапор ВМС
Прапор прикордонної служби
Прапор митної служби
Прапор служби поштового зв'язку
Гюйс

## Альтернативні варіанти
Ідея заміни традиційного естонського триколору прапором «північного» дизайну (на кшталт прапорів скандинавських держав) виникла 1919 року після затвердження синьо-чорно-білого прапора як офіційного, однак ця ідея не знайшла підтримки.
У 2001 році естонський політик Каарел Таранд (ест. Kaarel Tarand) запропонував замінити триколор на синьо-чорно-білий скандинавський хрестовий прапор. Свою пропозицію Таранд мотивував тим, що прапор зі скандинавським хрестом свідчитиме про зв'язок Естонії з скандинавськими країнами, в той час як синьо-чорно-білий триколор надає країні образ пострадянської східноєвропейської країни.
Виникнення ідеї зміни триколору прапором зі скандинавським хрестом зумовлюється наявністю історичних зв'язків з нордичними країнами (особливо з Фінляндією) та тим, що естонці схильні вважати себе скоріш північним (нордичним) народом, ніж балтійським.

Пропозиція 1919 року
Альтернативний дизайн прапора 2001 року
Альтернативний дизайн прапора 2001 року